# Ponte canale sul Tevere
Ponte Canale sul Tevere è un ponte sul Tevere, tra il sollevamento Urbe sulla via Salaria e il depuratore Roma Nord sulla via Flaminia, a Roma, nelle zone Val Melaina e Grottarossa.

## Storia
Il Ponte Canale sul Tevere nasce dall'esigenza del Comune di Roma di collegare idraulicamente le due sponde del tevere nei pressi dell'Aeroporto di Roma-Urbe. Viene bandito nel 1970 un appalto-concorso avente ad oggetto tali lavori con possibilità di sottopasso o di sovrappasso del Tevere. Il progetto vincitore è costituito da un ponte canale strallato diviso in due carreggiate e sostenuto da due antenne centrali in acciaio distanti tra loro 109 metri e posizionate tra le due carreggiate alte 30. A supporto delle verifiche strutturali del ponte, fu realizzato un modello in scala in acciaio testato a sollecitazione e rottura presso il Laboratorio dell'Istituto di Scienza delle Costruzioni della Facoltà di Architettura di Roma diretto dal Prof. Ing. Carlo Cestelli Guidi. Durante i lavori di scavo per la realizzazione del progetto furono rinvenuti numerosi ordigni bellici, tra cui bombe aeronautiche inesplose risalenti al bombardamento dello smistamento ferroviario Roma Nord, avvenuto durante la seconda guerra mondiale.

## Descrizione
L'impalcato del ponte è costituito da quattro canali idraulici in acciaio con capacità di trasporto di 16 m³/sec complessivi e aventi anche funzioni portanti. Il ponte è calcolato e realizzato anche con caratteristiche stradali di seconda categoria: è cioè adatto al transito veicolare, benché non sia aperto al traffico ordinario. La pavimentazione della carreggiata è realizzata in asfalto. I cavi che lo sorreggono sono in acciaio armonico e tutte le strutture in acciaio sono protette dalla corrosione con tre strati di resina epossidica. Su prescrizione dell'autorità aeroportuale il ponte è stato verniciato di rosso con antenne bianco-rosse, per la sua vicinanza con l'allineamento della pista dell'aeroporto di Roma-Urbe. Nell'ambito dello stesso appalto-concorso è stato realizzato un sollevamento idraulico con quattro coclee parallele per due stadi in serie per una capacità complessiva di sollevamento di 12 m³/sec.
Completa la realizzazione un piccolo ponte canale in cemento armato parallelo alla struttura principale con funzioni di scarico di emergenza in caso di fuori servizio del ponte strallato, tra il sollevamento Urbe e la golena del Tevere.

## Galleria d'immagini

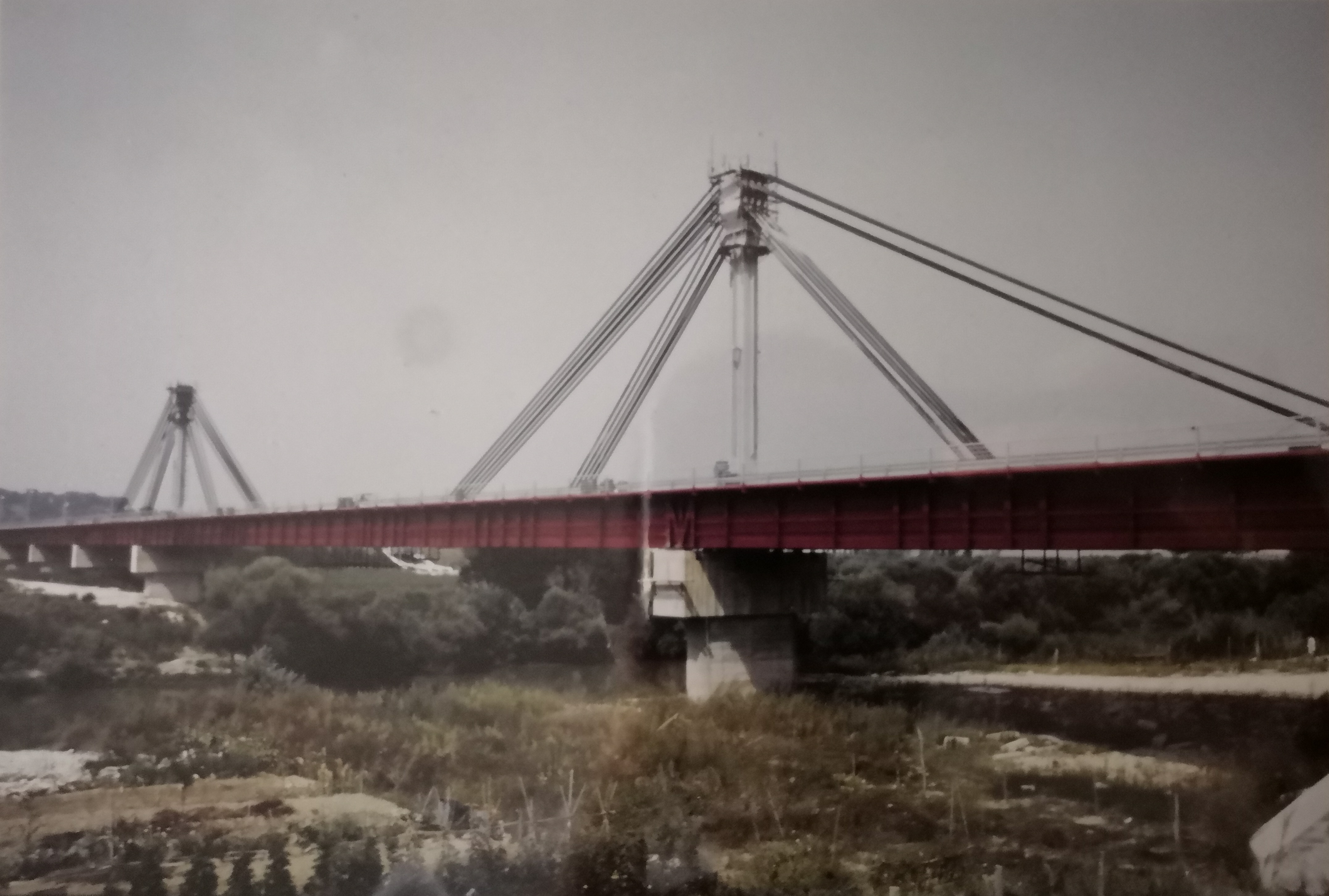
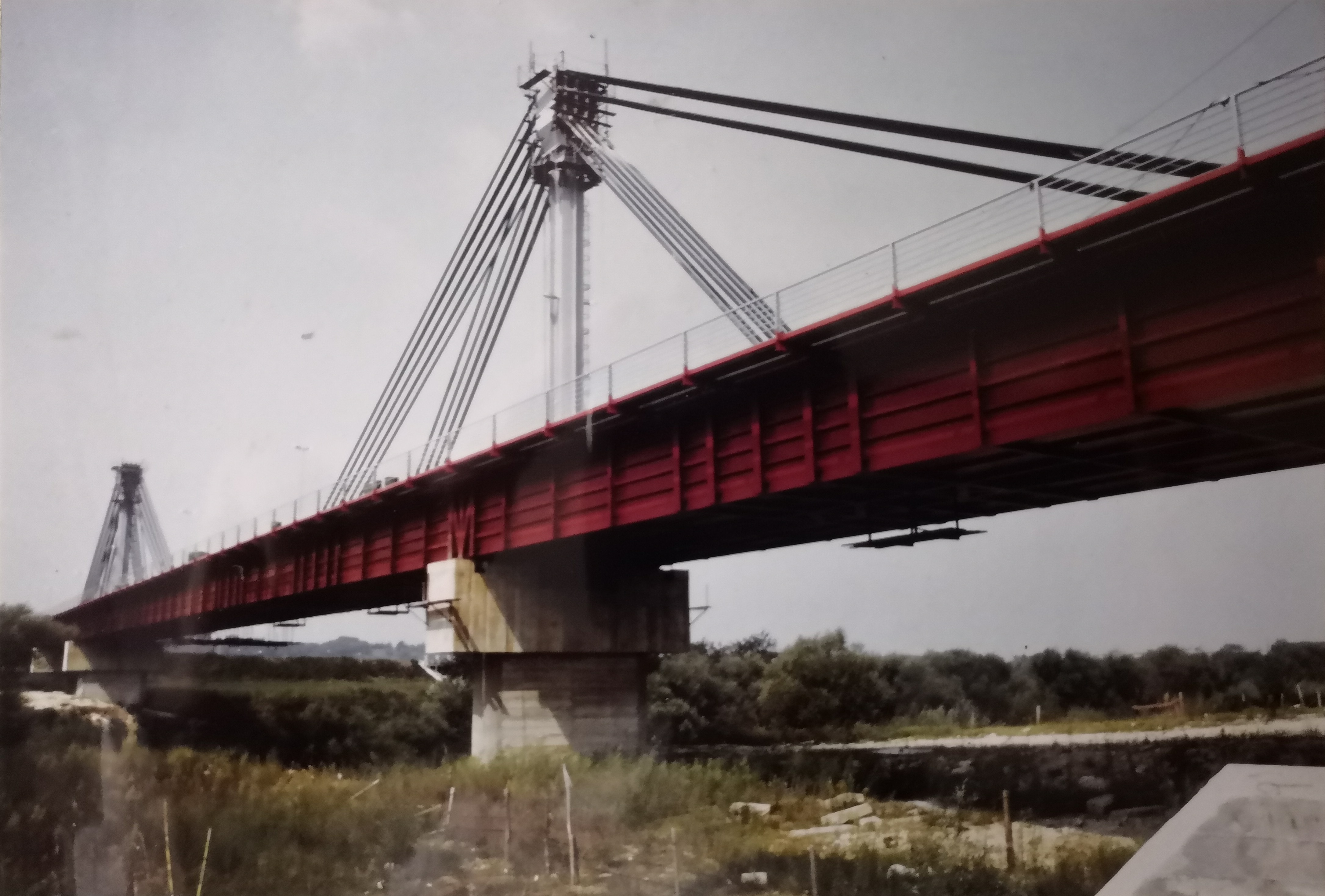
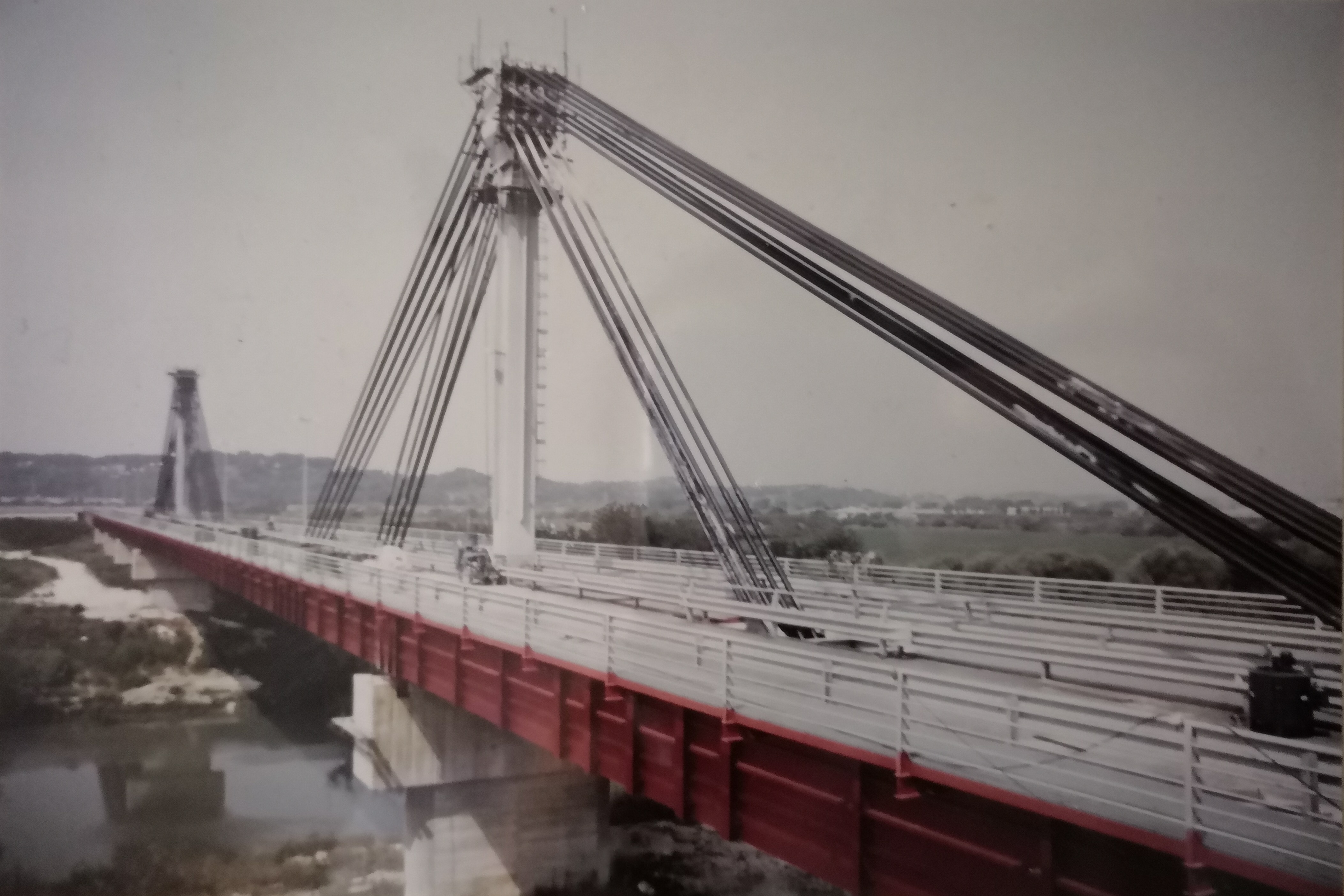
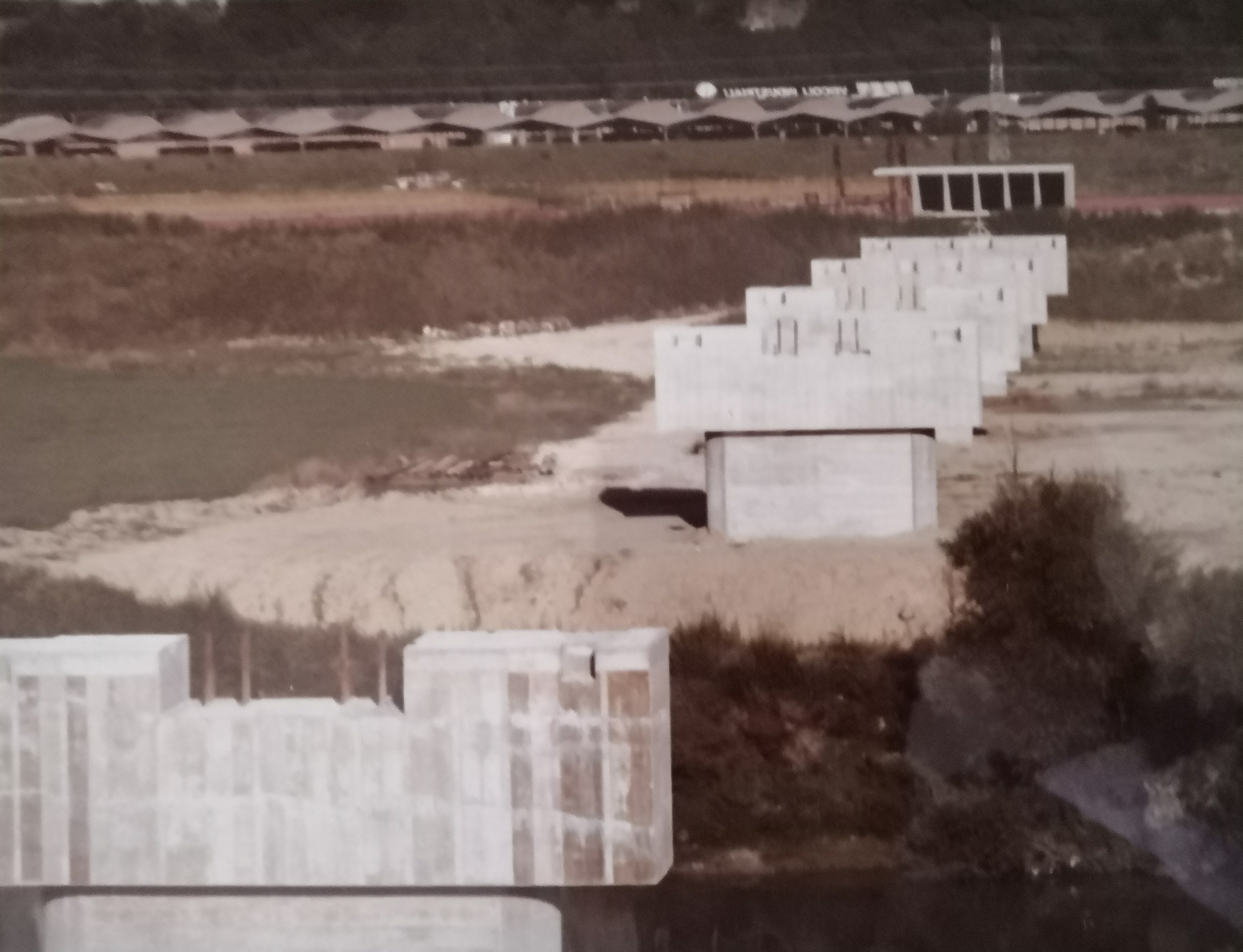